# Chiesa di San Cristoforo dei Bastardini
La chiesa di San Cristoforo dei Bastardini è stato un luogo di culto a Ferrara. Si trova in via Bersaglieri del Po.

## Storia
Sul sito dell'edificio sino al 1268 esisteva un luogo di accoglienza per bambini abbandonati o esposti, detti Bastardini e accanto un ospedale, chiamato Cà di Dio con un oratorio.
Questo antico oratorio venne riedificato in forma di chiesa, la Chiesa di San Cristoforo dei Bastardini, verso la fine del XIV secolo e all'inizio del secolo successivo chiesa e ospedale furono affidati alla Confraternita dello Spirito Santo.
Dopo lo sciame sismico che colpì Ferrara nel 1570 su progetto di Alberto Schiatti venne restaurata, anche grazie all'intervento della duchessa Barbara d'Austria,  consorte di Alfonso II d'Este.
Verso la fine del XIX secolo l'edificio divenne proprietà comunale e destinato ad altri usi, come uffici, negozi e scuole.

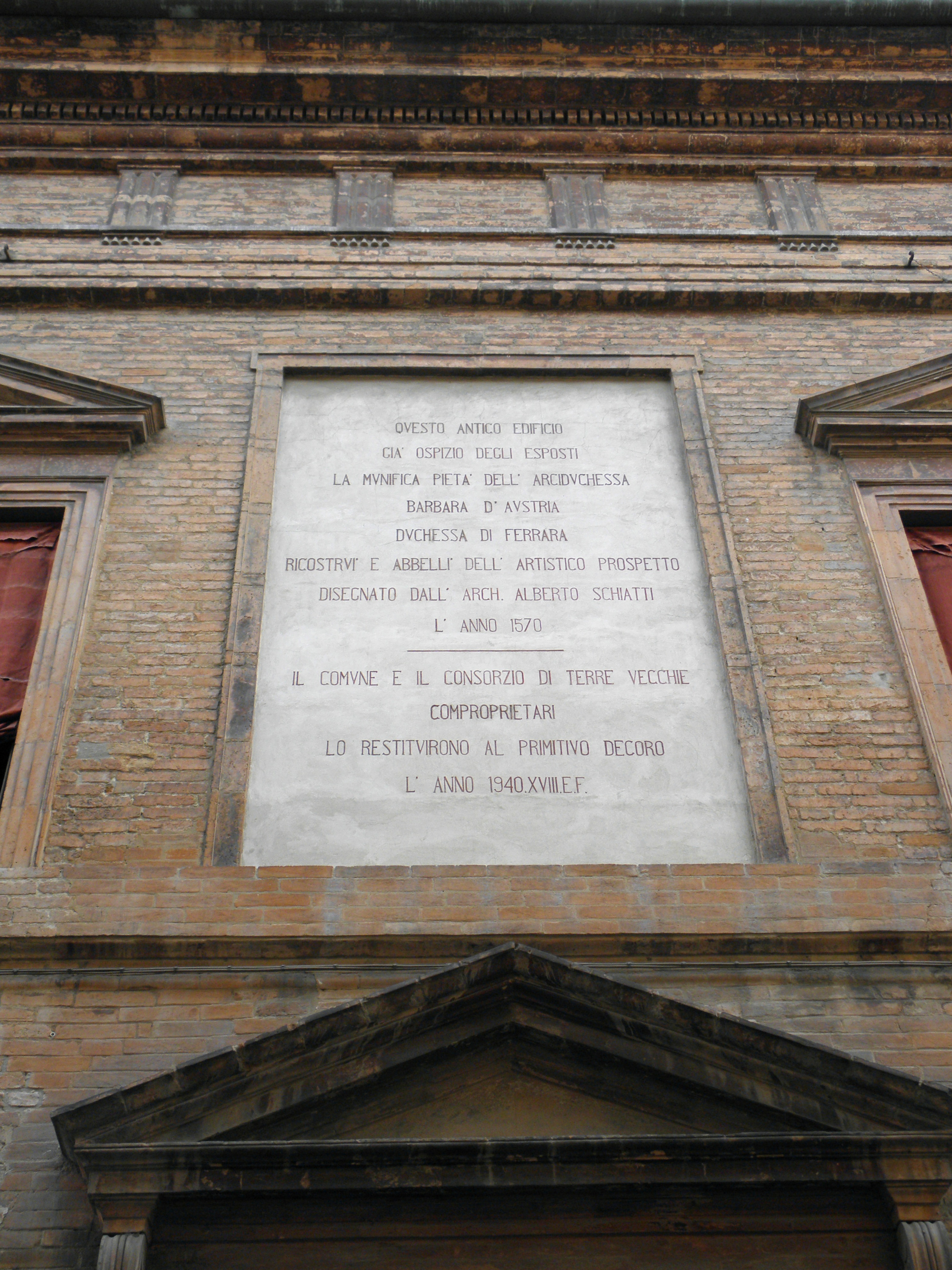
Epigrafe sulla facciata della chiesa, in via Bersaglieri del Po

## Descrizione
La facciata su via Bersaglieri del Po si presenta imponente e, data la vicinanza con gli edifici di fronte, non si apprezza facilmente in tutti particolari. 
Il portale di accesso è sormontato da un piccolo frontone classico ed ai lati si trovano due ampie finestre. Al piano superiore, al centro, una grande epigrafe ricorda la storia dell'edificio monumentale e, ai lati, due grandi finestre con frontone triangolare. La facciata si conclude con una parte rialzata, con rosone e due finestre, a sua volta sormontata da un grande frontone.